# 20th Century Masters - The Millennium Collection: The Best of Grace Jones
20th Century Masters - The Millennium Collection: The Best of Grace Jones es una recopilación de las grabaciones de Grace Jones lanzado por Universal Music en 2003.

## Lista de canciones
1. "La Vie en Rose" (Édith Piaf, Louigny) - 7:25
  - Del álbum Portfolio (1977)
2. "Private Life" (Chrissie Hynde) (Versión LP) - 5:10
  - Del álbum Warm Leatherette (1980)
3. "Love is the Drug" (Bryan Ferry, Andy Mackay) (Versión LP) - 7:11
  - Del álbum Warm Leatherette (1980)
4. "Breakdown" (Tom Petty) - 5:30
  - Del álbum Warm Leatherette (1980)
5. "Warm Leatherette" (Daniel Miller) (Versión LP) - 4:27
  - Del álbum Warm Leatherette (1980)
6. "Walking in the Rain" (Harry Vanda, George Young) - 4:18
  - Del álbum Nightclubbing (1981)
7. "Pull Up to the Bumper" (Koo Koo Baya, Grace Jones, Dana Mano) (Editada en 7") - 4:42
  - Versión original en el álbum Nightclubbing (1981)
8. "I've Seen That Face Before (Libertango)" (Astor Piazzolla, Barry Reynolds, Dennis Wilkey, Nathalie Delon) - 4:29
  - Del álbum Nightclubbing (1981)
9. "Demolition Man" (Sting) - 4:05
  - Del álbum Nightclubbing (1981)
10. "My Jamaican Guy" (Grace Jones) - 6:00
  - Del álbum Living My Life (1982)
11. "Nipple to the Bottle" (Grace Jones, Sly Dunbar) (Versión 12") - 6:53
  - Del álbum Living My Life (1982)

- Datos: Q4630700